# Gyula György Zagyva
Dans le nom hongrois Zagyva György Gyula, le nom de famille précède le prénom, mais cet article utilise l’ordre habituel en français György Gyula Zagyva, où le prénom précède le nom.
Gyula György Zagyva est le Président d'honneur du Mouvement de jeunesse des soixante-quatre comitats (HVIM), un mouvement de jeunes nationalistes hongrois. Il est également député au Parlement hongrois depuis avril 2010, élu sur la liste du parti nationaliste Jobbik.
Il a été président du HVIM d'octobre 2006 à avril 2010, succédant ainsi à László Toroczkai, qui est ensuite redevenu président du mouvement. Gyula György Zagyva a auparavant été vice-président du HVIM (de 2003 à 2006).
Né le 18 mai 1976 à Eger d’une famille installée de longue date dans la région, il y a fait ses études et y vit toujours.
Ancien responsable pour le secteur de Eger des jeunes du MIÉP (un parti nationaliste hongrois) dans les années 90, Gyula György Zagyva participe à de nombreuses associations défendant le droit des minorités hongroises, notamment les Csángós de Moldavie.
Il a fait la connaissance du HVIM en 2002 lors du festival nationaliste Magyar Sziget, dont il est depuis l’organisateur principal.
En mai 2009, Gyula György Zagyva est banni du territoire serbe pour deux ans avec d'autres membres du HVIM. L'objectif des autorités serbes était d'empêcher une tournée du HVIM en Voïvodine, région où vit une importance communauté hongroise.